# ويليام روسو (ملحن)
ويليام روسو (بالفرنسية: William Rousseau)‏ هو مغني وملحن ومغن مؤلف فرنسي، ولد في 13 سبتمبر 1977.

## وصلات خارجية
- ويليام روسو على موقع ميوزك برينز (الإنجليزية)
- ويليام روسو على موقع ديسكوغز (الإنجليزية)